# Escut de Torres de Segre
L'escut oficial de Torres de Segre té el següent blasonament:
Escut caironat: de propra, 2 torres obertes d'or posades en faixa sobre un riu en forma de peu ondat faixat de 4 peces ondades d'atzur i d'argent, alçat sobre un altre peu de gules amb la creu plena d'argent. Per timbre, una corona mural de vila.

## Història
Va ser aprovat el 25 d'octubre de 1985.
Armes parlants referides al nom de la vila, representen tradicionalment dues torres (que simbolitzen també l'antic castell) i el riu Segre. La creu del peu al·ludeix al fet que la població fou el centre d'una comanda templera des del 1289, més tard hospitalera el 1317.